# John Livingston (naturaliste)
Pour les articles homonymes, voir John Livingston.
John Allen Livingston né le 10 novembre 1923 et mort le 17 janvier 2006 , est un naturaliste canadien, animateur de télévision, écrivain, et professeur. Il était connu au Canada pour faire la voix off de la série zoologique Hinterland Who's Who dans les années 1960.

## Biographie
Né à Hamilton, en Ontario, il rejoint la Royal Canadian Navy au début de la Deuxième Guerre mondiale et passe un diplôme en littérature anglaise. en 1943 alors qu'il est encore dans la marine.
Livingston a écrit de nombreux livres, notamment The Fallacy of Wildlife Conservation (1981) et Rogue Primate (1994) récompensé par le Prix du Gouverneur général.
Dans une interview de Thomas G. Philpott, il dit qu'une personne est chanceuse d'avoir une ou deux vraies idées originales dans sa vie, et que Rogue Primate fut la sienne.